# Thánh, Thánh, Thánh
Thánh, Thánh, Thánh! (Latinh: Sanctus) là tên một bài tụng ca quan trọng của nghi lễ Kitô giáo. Trong lễ nghi Kitô giáo Tây phương (Rôma), Thánh, Thánh, Thánh! là câu hát (hoặc nói tùy theo mùa phụng vụ) cuối cùng sau khi dâng lễ, với ý tưởng về câu hát của các thiên thần tán tụng Thiên Chúa:
Sanctus, Sanctus, Sanctus
Dominus Deus Sabaoth.
Pleni sunt caeli et terra gloria tua.
Hosanna in excelsis.
Benedictus qui venit in nomine Domini.
Hosanna in excelsis
Bản tiếng Việt dùng trong nghi thức:
Thánh, Thánh, Thánh
Chúa là Thiên Chúa các Đạo Binh
Trời đất đầy vinh quang Chúa
Hoan hô Chúa trên các tầng trời.
Chúc tụng Đấng ngự đến nhân Danh Chúa
Hoan hô Chúa trên các tầng trời.

Theo đó, những câu đầu tiên được trích và điểu chỉnh từ Sách Isaia 6:3, mô tả tiên tri Isaia được thị kiến Tòa Thiên Chúa, có các thần Xêraphim đứng chầu, mỗi thần có sáu cánh. Hình ảnh tương tự có thể thấy trong Sách Khải Huyền 4:8. Các câu phần sau, bắt đầu bằng chữ Benedictus được lấy từ Phúc âm Matthew 21:9, mô tả Chúa Giêsu vào Jerusalem vào ngày Lễ Lá.